# Highway to Hell
Pour les articles homonymes, voir Highway to Hell (homonymie).
Albums de AC/DC
If You Want Blood You've Got It
(1978) Back in Black
(1980)
Singles
1. Highway to Hell
Sortie : 27 juillet 1979
2. Girls Got Rhythm
Sortie : 6 novembre 1979
3. Touch Too Much
Sortie : 25 janvier 1980

Highway to Hell est le 5e album studio du groupe de hard rock australien, AC/DC. Il est sorti le 27 juillet 1979 sur le label Albert en Australie, le 3 août 1979 sur Atlantic Records dans le reste du monde et fut produit par Robert "Mutt" Lange.

## Historique
C'est l'album d'AC/DC le plus vendu de la période Bon Scott mais aussi le dernier de cette période car le chanteur décèdera moins d'un an plus tard d'une asphyxie causée par ses propres vomissements dans une voiture à Londres à l'issue d'une nuit de cuite.
En 2003, l'album fut classé numéro 199 dans la liste des 500 meilleurs albums de tous les temps du magazine Rolling Stone. Bien que n'ayant pas atteint les niveaux de ventes de Back in Black, l'album suivant (qui demeure le second disque le plus vendu de tous les temps, après Thriller de Michael Jackson), Highway To Hell est considéré par les fans "puristes" comme le véritable classique d'AC/DC.
Cet album est l'un des plus hétérogènes du groupe, car on y trouve aussi bien des sujets sur l'enfer de la vie sur la route (Highway to Hell), le sexe et les femmes (Shot Down in Flames, Touch Too Much, Girls Got Rhythm), ou comme avec If You Want Blood (You've Got It) sur la mort et la violence.
L'album contient une touche blues, comme le solo de Touch Too Much, certains riffs (Shot Down in Flames) ou encore le dernier titre "Night Prowler". Ce dernier morceau sera ensuite reproché au groupe comme ayant incité un tueur en série américain à passer à l'acte. "Night Prowler" était en effet le morceau favori que Richard Ramirez écoutait en boucle sur son autoradio en traquant ses victimes, au début des années 1980 sur la côte ouest des États-Unis.
L'album est le premier du groupe à ne pas être produit par Harry Vanda et George Young. L'expérimenté producteur anglais qu'était Eddie Kramer fut sollicité pour la conception de l'album mais durant les premières sessions d'enregistrement, il ne parvint pas à trouver un terrain d'entente sur les méthodes d'enregistrement à appliquer avec le groupe.
Ce fut alors un jeune producteur novice en la matière, Robert John « Mutt » Lange qui fut appelé en urgence pour l'enregistrement de l'album.
Il apporta un tel succès à l'album Highway to Hell que cet album sera le premier de la trilogie de ceux qu'il produira pour AC/DC (Back in Black en 1980 et For Those About to Rock We Salute You en 1981).
Les derniers mots prononcés par Bon sur cet album sont « Shazbot, nanu nanu », expression utilisée dans un sitcom américain, Mork and Mindy par le personnage principal de « Mork » (un extraterrestre joué par Robin Williams).
En Australie, Highway to Hell fut réalisé avec une pochette un peu différente avec des flammes et un manche de guitare superposés devant la même photo du groupe que celle de la version internationale. Les couleurs du logo changent également légèrement.
En Allemagne de l'Est, la pochette fut censurée et l'album y sortit alors avec une pochette différente. La chanson "Shot down in Flames" (littéralement "descendu en flamme") fut boycottée par les radios U.S. à la suite des attentats du 11 septembre 2001.

## Liste des titres
- Tous les titres sont signés par Angus Young, Malcolm Young et Bon Scott.

Face 1
1. Highway to Hell - 3:26
2. Girls Got Rhythm - 3:23
3. Walk All Over You - 5:08
4. Touch Too Much - 4:24
5. Beating Around the Bush - 3:55

Face 2
1. Shot Down in Flames - 3:21
2. Get It Hot - 2:34
3. If You Want Blood (You've Got It) - 4:32
4. Love Hungry Man - 4:14
5. Night Prowler - 6:13

## Musiciens
- Bon Scott : Chant
- Angus Young : Guitare solo
- Malcolm Young : Guitare rythmique, chœurs
- Cliff Williams : Basse, chœurs
- Phil Rudd : Batterie

## Production
- Producteur : Robert John "Mutt" Lange
- Recording Studio : Roundhouse Studios, London, England
- Recording Engineer : Mark Dearney
- Mixing Studio : Basing Street Studios, London, England
- Mixing Engineer : Tony Platt
- Assistant Engineer : Kevin Dallimore
- Art Direction : Bob Defrin
- Photographie : Jim Houghton

## Chart & certifications

### Album
Charts
| Pays                                 | Durée du classement | Meilleur classement | Date             |
| ------------------------------------ | ------------------- | ------------------- | ---------------- |
| Allemagne (GfK Entertainment)        | 87 semaines         | 7e                  | 21 avril 1980    |
| Australie (ARIA Charts)              | 4 semaines          | 13e                 | 12 novembre 1979 |
| Canada (RPM)                         | 17 semaines         | 40e                 | 10 novembre 1979 |
| États-Unis (Billboard 200)           | 83 semaines         | 17e                 | 10 novembre 1979 |
| France (SNEP)                        | 69 semaines         | 8e                  | 3 août 1979      |
| Nouvelle-Zélande (RMNZ Albums Top40) | 7 semaines          | 46e                 | 8 novembre 1981  |
| Pays-Bas (MegaCharts)                | 8 semaines          | 14e                 | 25 août 1979     |
| Royaume-Uni (UK Albums Chart)        | 31 semaines         | 8e                  | 12 août 1979     |
| Suède (Sverigetopplistan)            | 7 semaines          | 24e                 | 24 août 1979     |

| Pays                               | Durée du classement | Meilleur classement | Date              |
| ---------------------------------- | ------------------- | ------------------- | ----------------- |
| France (SNEP)                      | 63 semaines         | 2e                  | 14 mars 2003      |
| Norvège (VG-lista)                 | 3 semaines          | 37e                 | 23 avril 2007     |
| Australie (ARIA Charts)            | 2 semaines          | 27e                 | 14 septembre 2008 |
| Finlande (Suomen virallinen lista) | 1 semaine           | 37e                 | 22 juin 2009      |
| Allemagne (GfK Entertainment)      | 6 semaines          | 2e                  | 22 mars 2024      |
| Autriche (Ö3 Austria Top 40)       | 6 semaines          | 8e                  | 26 mars 2024      |
| Belgique (V) (Ultratop)            | 3 semaines          | 81e                 | 23 mars 2024      |
| Belgique (W) (Ultratop)            | 4 semaines          | 118e                | 23 mars 2024      |
| Écosse (Scottish Album Chart)      | 27 semaines         | 8e                  | 22 mars 2024      |
| Espagne (Promusicae)               | 9 semaines          | 52e                 | 24 mars 2024      |
| Italie (FIMI)                      | 8 semaines          | 18e                 | 21 mars 2024      |
| Portugal (AFP)                     | 3 semaines          | 107e                | 18 mars 2024      |
| Suisse (Schweizer Hitparade)       | 6 semaines          | 7e                  | 24 mars 2024      |

Certifications
| Pays                    | Certification | Ventes      | Date              |
| ----------------------- | ------------- | ----------- | ----------------- |
| Allemagne (BVMI)        | Platine       | 500 000 +   | 1988              |
| Argentine (CAPIF)       | Or            | 30 000 +    | 12 février 2003   |
| Australie (ARIA)        | 5 × Platine   | 350 000 +   | 30 janvier 2013   |
| Autriche (IFPI Austria) | Or            | 25 000 +    | 2 août 1990       |
| Canada (MC)             | 2 × Platine   | 200 000 +   | 1er août 1981     |
| Danemark (IFPI Danmark) | Platine       | 20 000 +    | 12 mars 2024      |
| États-Unis (RIAA)       | 8 × Platine   | 8 000 000 + | 8 juillet 2024    |
| France (SNEP)           | Platine       | 300 000 +   | 1er décembre 1981 |
| Italie (FIMI)           | Platine       | 50 000 +    | 2022              |
| Royaume-Uni (BPI)       | Platine       | 300 000 +   | 22 juillet 2013   |
| Suisse (IFPI Suisse)    | Platine       | 50 000 +    | 1991              |

### Singles
| Single          | Chart                    | Durée du classement | Position | Date              | Certification                                               |
| --------------- | ------------------------ | ------------------- | -------- | ----------------- | ----------------------------------------------------------- |
| Highway To Hell | (Hot 100)                | 10 semaines         | 47e      | 8 décembre 1979   | 6 × Platine · Platine · 2 × Platine · Platine · 2 × Platine |
| Highway To Hell | (Mainstream Rock Tracks) | 4 semaines          | 29e      | 31 octobre 1992   | 6 × Platine · Platine · 2 × Platine · Platine · 2 × Platine |
| Highway To Hell | (Single Top 100)         | 44 semaines         | 30e      | 24 mars 1980      | 6 × Platine · Platine · 2 × Platine · Platine · 2 × Platine |
| Highway To Hell | (Ö3 Austria Top 40)      | 1 semaine           | 52e      | 7 décembre 2012   | 6 × Platine · Platine · 2 × Platine · Platine · 2 × Platine |
| Highway To Hell | (V) (Ultratop)           | 5 semaines          | 14e      | 22 septembre 1979 | 6 × Platine · Platine · 2 × Platine · Platine · 2 × Platine |
| Highway To Hell | (Promusicae)             | 1 semaine           | 24e      | 25 novembre 2012  | 6 × Platine · Platine · 2 × Platine · Platine · 2 × Platine |
| Highway To Hell | (Single Top 100)         | 34 semaines         | 23e      | 1er décembre 2012 | 6 × Platine · Platine · 2 × Platine · Platine · 2 × Platine |
| Highway To Hell | (IRMA)                   | 1 semaines          | 23e      | 19 décembre 2013  | 6 × Platine · Platine · 2 × Platine · Platine · 2 × Platine |
| Highway To Hell | (RMNZ Singles Top40)     | 7 semaines          | 9e       | 13 décembre 1992  | 6 × Platine · Platine · 2 × Platine · Platine · 2 × Platine |
| Highway To Hell | (Single Top 100)         | 8 semaines          | 17e      | 25 août 1979      | 6 × Platine · Platine · 2 × Platine · Platine · 2 × Platine |
| Highway To Hell | (UK Singles Chart)       | 8 semaines          | 4e       | 22 décembre 2013  | 6 × Platine · Platine · 2 × Platine · Platine · 2 × Platine |
| Highway To Hell | (Sverigetopplistan)      | 2 semaines          | 36e      | 28 octobre 1992   | 6 × Platine · Platine · 2 × Platine · Platine · 2 × Platine |
| Highway To Hell | (Schweizer Hitparade)    | 4 semaines          | 65e      | 14 juin 2015      | 6 × Platine · Platine · 2 × Platine · Platine · 2 × Platine |
| Touch Too Much  | (Single Top 100)         | 24 semaines         | 13e      | 5 mai 1980        |                                                             |
| Touch Too Much  | (Single Top 100)         | 4 semaines          | 34e      | 8 février 1980    |                                                             |
| Touch Too Much  | (UK Singles Chart)       | 9 semaines          | 29e      | 24 février 1980   |                                                             |